# Арея
Арея (порт. Areia) — муниципалитет в Бразилии, входит в штат Параиба. Составная часть мезорегиона Сельскохозяйственный район штата Параиба. Входит в экономико-статистический микрорегион Брежу-Параибану. Население составляет 24 431 человек на 2007 год. Занимает площадь 269,424 км². Плотность населения — 91,5 чел./км².
Праздник города — 18 мая.

## История
Город основан в 1846 году.

## Статистика
- Валовой внутренний продукт на 2003 год составляет 71 656 298,00 реалов (данные: Бразильский институт географии и статистики).
- Валовой внутренний продукт на душу населения на 2003 год составляет 2828,80 реалов (данные: Бразильский институт географии и статистики).
- Индекс развития человеческого потенциала на 2000 год составляет 0,611 (данные: Программа развития ООН).

## Галерея

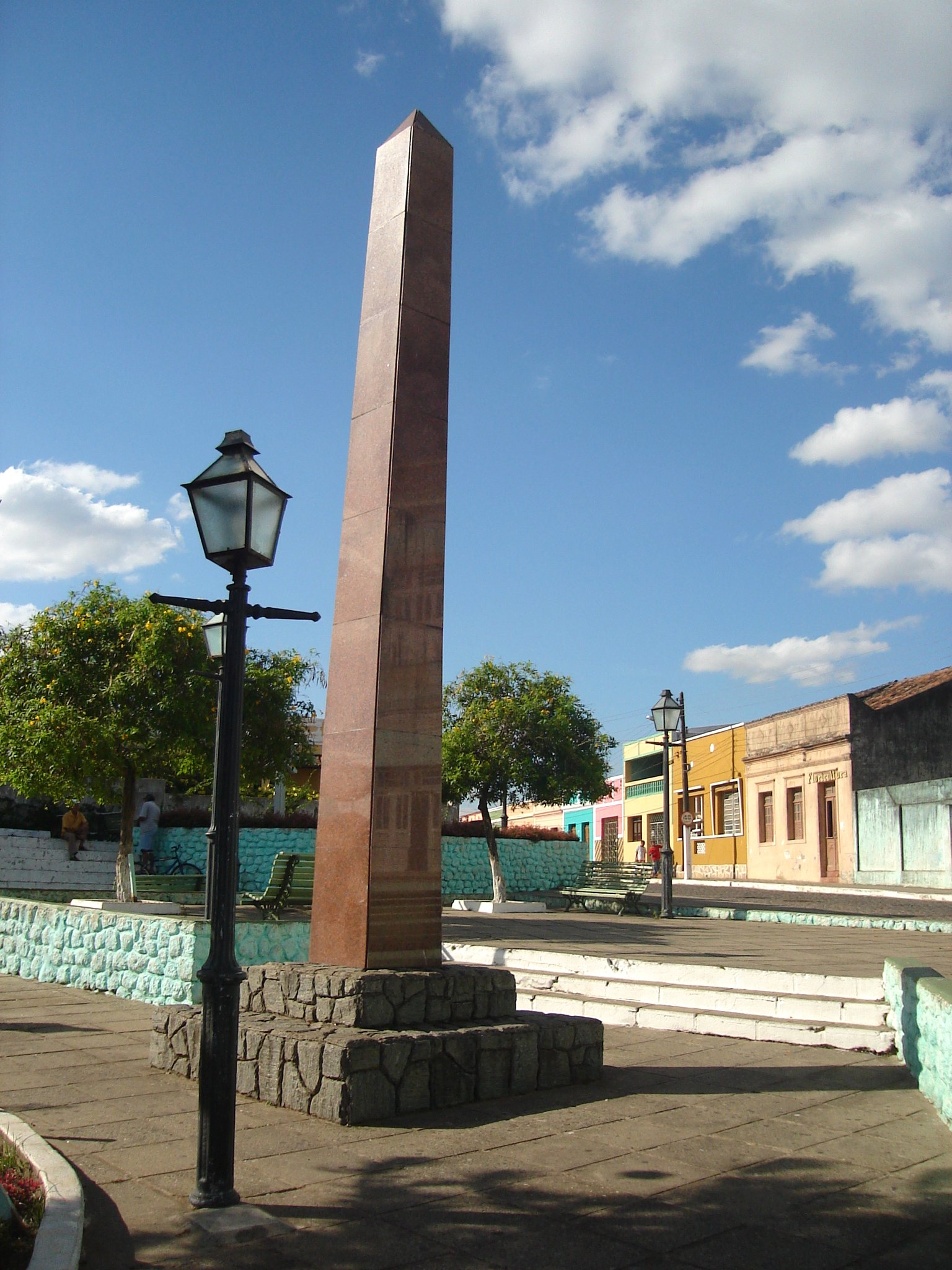
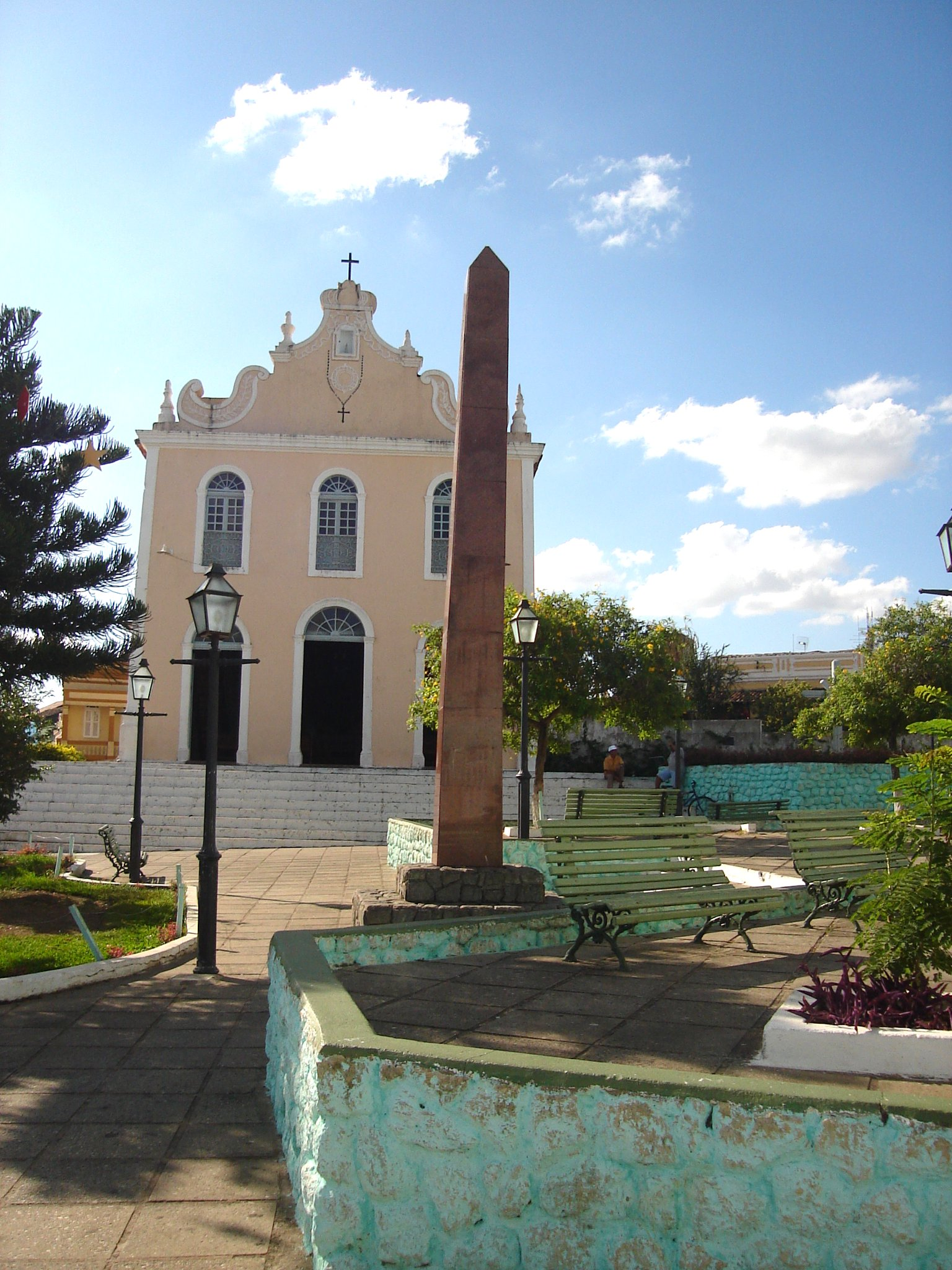
Собор
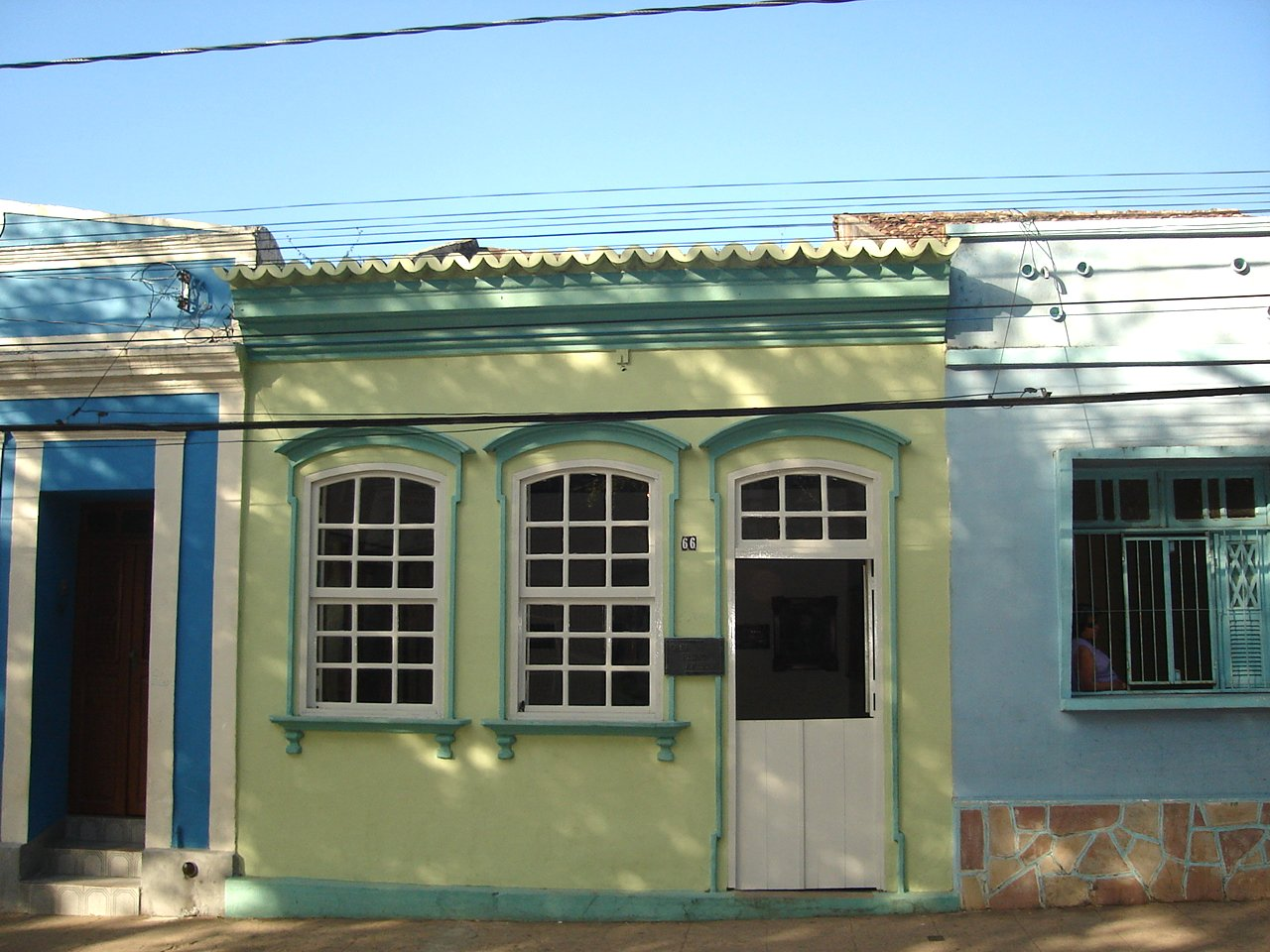